# Shaozi He
Shaozi He är ett vattendrag i Kina. Det ligger i provinsen Liaoning, i den nordöstra delen av landet, omkring 180 kilometer söder om provinshuvudstaden Shenyang.
Genomsnittlig årsnederbörd är 1 284 millimeter. Den regnigaste månaden är juli, med i genomsnitt 441 mm nederbörd, och den torraste är januari, med 10 mm nederbörd.